# Irina Flige
Irina Anatol'evna Flige (in russo Ирина Анатольевна Флиге?, nata Fëdorova, coniugata Reznikova; San Pietroburgo, 25 gennaio 1960) è un'attivista russa per i diritti umani, storica delle repressioni e a lungo direttrice del Centro informativo-scientifico (NIC) Memorial di San Pietroburgo (dal 2002).

## Biografia
Irina Flige è nata il 25 gennaio 1960 a Leningrado (da madre ingegnere e padre Direttore di un Istituto Tecnico). Dopo essersi diplomata nel 1977, si è iscritta alla Facoltà di Matematica e Meccanica dell'Università Statale di Leningrado e successivamente all'Istituto di Costruzioni Navali, senza però laurearsi.
Nel 1978 sposa il dissidente Andrej Reznikov che aveva conosciuto nel 1976 e grazie a lui entra nel gruppo giovanile marxista "Opposizione di sinistra”, molto critico verso il regime. Negli anni Ottanta, dopo alcuni mesi di attività, il piccolo gruppo venne arrestato dal KGB. I più anziani furono deportati nei gulag con l’accusa di "propaganda antisovietica", mentre Andrej Rejznikov venne internato in un ospedale psichiatrico, e Irina espulsa dalla facoltà di matematica.
Nel 1978 Irina conosce lo storico e dissidente sovietico Veniamin Iofe.
Nel 1981, incinta del secondo figlio, Irina Flige si iscrive al Dipartimento di geografia dell’Università statale di Leningrado, dove si laurea nel 1988, dopo essere stata costretta a prendere due anni sabbatici, formalmente per accudire il quarto e il quinto figlio, ma in realtà perché le era stato negato un posto di lavoro a causa del gran numero di figli.
Dalla metà degli anni '80, Irina Flige e Veniamin Iofe hanno iniziato la loro attività di ricerca dei luoghi di sepoltura dei prigionieri del campo delle isole Soloveckij fucilati alla fine del 1937.
Nel 1988, Irina Flige si è unita all'organizzazione per i diritti umani Memorial, all'epoca non ancora registrata, e dal 1991 ne è diventata costante collaboratrice. Nel 1998 è stata eletta membro del consiglio di amministrazione di Memorial San Pietroburgo e dal 2002 ne è diventata direttrice. Nello stesso anno è stata tra i promotori dell'installazione della Pietra delle Solovki a San Pietroburgo.
Nel 1997, Irina Flige, Veniamin Iofe e Jurij Dmitriev, hanno scoperto il sito di esecuzione di massa di Sandarmoch, risalente ai tempi del Grande Terrore. Si tratta di una delle più importanti scoperte in questo ambito. Nel 2019 è stato pubblicato il libro di Irina Flige Сандормох. Драматургия смыслов / ред. Даниэль А. Ю., Николаев О. Р. — СПб.: Нестор-История, 2019. — 208 с. — 1000 экз. — ISBN 978-5-446-91564-4 (traduzione italiana: I. Flige, Il caso Sandormoch. La Russia e la persecuzione della memoria, a cura di Andrea Gullotta, traduzione di Giulia De Florio, Stilo editrice, Bari, 2022), che è una delle opere più importanti sulla storia di questo luogo di esecuzione.

## Esperienze e incarichi professionali
- Dal 2002: Responsabile scientifica della casa editrice del Centro informativo-scientifico Memorial.
- Dal 2000: Coordinatrice delle mostre espositive del Centro informativo-scientifico Memorial: «Nel mondo delle due dittature: Russia e Germania nel XX secolo», curatrice della mostra internazionale «Nel mondo delle due dittature: Russia e Germania nel XX secolo» (Voronež, 2001; Syktyvkar, 2001; Glasgow, 2003; Riga, 2004); «Vorkuta-Leningrado: A History of Resistance in the Mirror of Komi in the 1950-1980s» (Syktyvkar, San Pietroburgo, 2004); «History of One Execution» (Medvežėgorsk, San Pietroburgo, 2007); «To the Suffering – the Truth, to the Dead – a Prayer: Luoghi della memoria polacca in Russia» (San Pietroburgo, 2013, Kotlas, 2014, Syktyvkar, 2014).
- Dal 2002: Responsabile del programma di storia orale del Centro informativo-scientifico Memorial e di una serie di progetti promossi dal Centro quali «The Trauma of Deportation and Return/Non-Repatriation: The Second Generation of Deported Russian Germans» (2016-2017)
- Dal 2003: Organizzatore delle Letture biografiche internazionali in memoria di V.V. Iofe «Il diritto al nome. Biografia del XX secolo», in collaborazione con il Centro per la ricerca sociologica indipendente e l’Università Europea di San Pietroburgo;
- Dal 2003: Ideatrice e responsabile del progetto internazionale «Necropoli Gulag»; curatrice del registro dei siti delle fosse comuni (attualmente oltre 1.200 siti)
- Dal 2003: Ideatrice e responsabile del progetto internazionale «Virtual Gulag Museum»[2]. Organizzatrice delle presentazioni del progetto in Lettonia (2004), Germania (2005), Lituania (2005), USA (2006) e Regno Unito (2009, 2018)
- Dal 2004: Organizzatrice e responsabile delle spedizioni del Centro informativo-scientifico Memorial per la ricerca della cultura della memoria del Gulag e delle mostre museali sulla storia del Gulag nella Russia nordoccidentale, nel Territorio di Krasnojarsk, nelle Regioni di Tomsk e Tjumen, nella Regione di Archangel'sk, nelle Isole Soloveckie, nella Repubblica di Carelia, nella Repubblica di Komi, in Germania, Lituania e Lettonia
- Dal 2006: Ideatrice e responsabile del progetto «Luoghi della memoria», che prevede la compilazione di un registro di monumenti, cartelli e targhe commemorative delle vittime del terrore sovietico.
- 2002-2005: Organizzatrice di convegni internazionali e seminari scientifici: «Il mondo dopo il Gulag» (Syktyvkar, 2002-2004), «L’esperienza del totalitarismo: la storia della vita quotidiana nelle testimonianze delle donne. Russia, XX secolo» (Uchta, 2004), «Il museo della storia della Russia nel XX secolo» (Perm', 2005)
- Dal 2008: Autrice delle linee guida per la descrizione dei luoghi di memoria per il progetto «Guide al terrore».
- Dal 2009: Direttrice del programma «Gli archivi elettronici di Memorial» per la digitalizzazione delle collezioni del Centro informativo-scientifico Memorial(Fondazione Iofe)[3] e per la costruzione di una base dati.
- 2010: Responsabile del progetto del complesso commemorativo e museale «La foresta Kovalëvskij» [«Kovalëvskij les»], luogo di esecuzione e sepoltura nel 1918-921, Pietrogrado.
- 2014: Designer del sito web «La Mappa della Memoria: la necropoli del terrore e del Gulag» e redattrice delle linee guida per descrivere i luoghi di sepoltura di massa[4].
- 2016: Consulente per l’elaborazione di un concept innovativo nell’applicazione di nuove tecnologie per descrivere i luoghi di memoria. I casi del cimitero commemorativo di Levašov[5] e Sandormoch[6]
- 2018-2023: Co-organizzatrice della conferenza internazionale “La necropoli del terrore comunista: problemi di reperimento, ricerca, commemorazione e inquadramento giuridico dei siti di sepoltura di massa per le vittime del terrore di Stato in Europa orientale e nell’ex Unione Sovietica" (Tallinn, 5-8.11.2019)[7][8].
- Dal 2021: Responsabile del progetto per la creazione di un centro di accoglienza pubblico "Diritto alla memoria - Tutela dei diritti dei cittadini russi al ricordo delle vittime della repressione politica" per la ricerca dei destini delle vittime del terrore sovietico.
- Dal 1989: Membro delle spedizioni del Centro informativo-scientifico Memorial per la ricerca di fosse comuni sulle isole Soloveckie, nella Repubblica di Carelia e nella regione di Leningrado. Intervistatrice e membro del gruppo di ricerca di storia orale, organizzatrice di spedizioni di mappatura storica e geografica.
- Dal 1990: Organizzatrice e responsabile delle Giornate Internazionali della Memoria alle Isole Soloveckie.
- Dal 1997: Organizzatrice e responsabile delle Giornate Internazionali della Memoria a Sandarmoch, Repubblica di Carelia (dal 1997).
- 2001, 2005, 2006, 2008, 2015: Organizzatrice e direttrice delle scuole estive internazionali «La cultura del ricordo» alle isole Soloveckie e in Carelia.

## Interessi di ricerca
- Storia del terrore sovietico e del Gulag, storia della resistenza in Urss;
- Metodologia della ricerca biografica del XX secolo;
- Visual Studies e terrore sovietico (antropologia museale, monumenti);
- Studi sulle necropoli del Gulag;
- Storia orale.

## Incarichi di interesse pubblico
- 1976-1978: Membro di un circolo studentesco illegale e collaboratrice della rivista clandestina Perspektiva, nel 1979 bloccata dal KGB.
- 1978-1984: Collaboratrice del Fondo A.I. Solženicyn per l’assistenza ai prigionieri politici e alle loro famiglie.
- Dal 2006: Membro del Direttivo di Memorial Internazionale.
- Dal 2012: Membro della Commissione per il ripristino dei diritti delle vittime delle repressioni politiche sotto l’amministrazione dell’Oblast’ di Leningrado.
- Dal 2016: Membro del gruppo di supporto a favore del prigioniero politico Jurij Dmitriev.
- Dal 2017: Membro del PEN Club di San Pietroburgo.
- 2018-2019: Membro del gruppo di lavoro interdipartimentale sul coordinamento delle attività finalizzate alla creazione di una Risoluzione di politica statale circa la commemorazione delle vittime delle repressioni politiche del Consiglio presidenziale per lo sviluppo della società civile e i diritti umani. (Rimossa dal gruppo di lavoro dal Presidente della Federazione Russa per la sua posizione indipendente).

## Altre attività
- 2000-2004: Coordinatore regionale per San Pietroburgo e regione di Leningrado del concorso storico per studenti delle scuole superiori «L’uomo nella storia. Russia. Il XX secolo».
- 2002-2005: Docente di Storia della repressione politica presso l’Università di San Pietroburgo.
- 2003-2005: Curatrice dell’indice bibliografico Socialisti e anarchici come partecipanti alla resistenza al regime bolscevico (25 ottobre 1917 - fine anni ‘30).
- Dal 2003: Consulente di ricerca e direttrice del gruppo di storia orale di San Pietroburgo per il progetto del professor Orlando Figes (Università di Londra): «La storia della vita quotidiana e della mentalità attraverso la storia della famiglia nell’Urss (1917-1956)».
- 2004: Coordinatrice del gruppo di autori responsabili degli articoli sulla storia della repressione politica per l’Enciclopedia di San Pietroburgo presso la Fondazione per la salvezza di San Pietroburgo-Leningrado (San Pietroburgo).
- 2005: Responsabile del gruppo di San Pietroburgo del progetto internazionale di storia orale «Documentazione delle agiografie di ex prigionieri dei campi di concentramento nazisti» presso l’Institute for History and Biography di Hagen (Germania) e la Fondazione Remembrance, Responsibility and Future di Berlino (Germania).

## Premi e riconoscimenti
- 2009: Croce di Ufficiale dell’Ordine al Merito della Repubblica di Polonia (riconoscimento governativo della Repubblica di Polonia).
- 2012: Premio Freedom of Expression Award Index on Censorship[9].
- 2019: Premio collettivo della Fondazione Gaidar nella categoria «Per le azioni che contribuiscono alla formazione di una società civile» per il progetto Sandarmoch (assegnato a: Irina Flige, Jurij Dmitriev, Maksim Ljalin e Anatolij Razumov)[10][11].
- 2022: Premio Luchetta all'Associazione Memorial.
- 2022: Premio Nobel per la Pace all’associazione Memorial (insieme al Center for Civil Liberties, Ukraine e al prigioniero politico Ales' Bjaljacki)[12].

Premio Clyde Snow per la giustizia sociale. Il premio è un progetto del Centre for Social Justice del Department of Women’s and Gender Studies dell’Università dell’Oklahoma (USA).

## Principali pubblicazioni

### Monografie
1. I. Flige, Pravoslavie na Solovkach: Materialy po istorii Soloveckogo lagerja Osobogo naznačenija. – Sankt-Peterburg, 1994. – 206 pp.;
2. I. Flige, Sandormoch: dramaturgija smyslov. – SPb.: Nestor-Istorija, 2019. – 208 p: ill.
3. I. Flige, Sandormokh: Le livre noir d’un lieu de mémoire. – Paris: Les Belles Lettres, 2021. – 168 pp.;
4. I. Flige, Il caso Sandormoch. La Russia e la persecuzione della memoria, a cura di Andrea Gullotta, traduzione di Giulia De Florio, Stilo editrice, Bari, 2022[1].

### Articoli
1. A. Mel’nik, A .Sošina, I.Reznikova (Flige), A.Reznikov. Materialy k istoriko-geografičeskomu atlasu Solovkov // Zven’ja. № 1. – Moskva: Feniks, 1991. pp. 303-330;
2. I. Reznikova (Flige). Repressii v period blokady Leningrada // Vestnik Memoriala. № 4 (10). – Sankt-Peterburg, 1995;
3. I. Reznikova (Flige). Materialy po istorii Muksalmy lagernogo perioda (1923-1939) // Soloveckie ostrova. Bol’šaja Muksalma. Redaktor P.V. Bojarskij. – Moskva, 1996. pp. 28-34;
4. I. Reznikova (Flige). Materialy po istorii ostrova Anzer lagernogo perioda.1924-1937 // Materialy MAKJe. 1997.
5. I. Flige. Katoličeskaja kommuna na ostrove Anzer // Vestnik Memoriala. Vyp.6. – Sankt-Peterburg, 2001. pp. 140–166.
6. I. Flige. Osoblag Vajčag // Vestnik Memoriala. Vyp. 6. – Sankt-Peterburg, 2001. pp.12–26.
7. I. Flige. Posle zakona o reabilitacii: Transformacija obščestvennogo soznanija // Sbornik dokladov 2-go Meždunarodnogo simpoziuma «Mir posle Gulaga»: reabilitacija i kul’tura pamjati. (Syktyvkar, 10-11 sentjabrja 2003). – Sankt-Peterburg, 2004. pp. 55–61.
8. I. Flige, Lagerja i tjur’ma na Soloveckich ostrovach. Kratkij istoričeskij obzor. V Solovki 2005 [pečatnoe izdanie] = Meždunarodnyj molodežnyj lager’ i ėkspedicija "Kul’tura pamjati" na Soloveckih ostrovach: Red. S. Krivenko. - 2005. - 99 p: ill.
9. «Delo A.A. Mejera» / Publikacija, podgotovka teksta, vstupitel’naja zametka i primečanija Iriny Flige i Aleksandra Daniėlja. // Zvezda. 2006. №11. pp.157–207.
10. I. Flige. Pamjat’ o Bol’šom terrore v material’noj kul’ture // Otečestvennye zapiski. №5 (44). 2008. S.129-136.Irina Flige. Lietuvių tremtinių alminimas ŝiuolaikinėje Rusijoje. [Память о литовских ссыльных в современной России]. // Genocidas rezistencija. 2008 № 2(24). pp. 146 – 153.
11. E. Jaroslavskaja-Markon: «Kljanus’ otomstit’ slovom i krov’ju…» / Publ. i prim. Iriny Flige // «Zvezda». 2008. №1. pp. 127–159.
12. I. Flige. Gli oggetti della memoria sul Grande terrore // STALINISMO E GRANDE TERRORE. – Roma, 2008. pp. 51–70[13].
13. I. Flige. Rukotvornaja pamjat’ ob ėtničeskich deportacijach: nacional’nye obrazy // Istorija stalinizma: Repressirovannaja Rossijskaja provincija. Materialy meždunarodnoj naučnoj konferencii. Smolensk, 9–11 oktjabrja 2009. – M., 2011. pp. 212–236 (sovm. S P. Poljanom).
14. I. Flige. Jazyk i obrazy pamjati o GULAGe i terrore // Istorija stalinizma: itogi i problemy izučenija. Materialy meždunarodnoj naučnoj konferencii. Moskva, 5–7 dekabrja 2008. – M., 2011. pp. 774–794.
15. I. Flige. Dnevnik Very Štejn v archive OGPU: rekonstrukcija biografii dokumenta. // «RUSSKIJ MIR##. Prostranstvo i vremja russkoj kul’tury». № 6. 2011. pp. 82-89.
16. I. Flige. Biografija pamjatnika žertvam sovetskogo terrora // Sbornik dokladov Devjatych Meždunarodnych čtenij pamjati Veniamina Iofe «Pravo na imja: Biografika 20 veka». (Sankt-Peterburg, 20–22 aprelja 2011). – Sankt-Peterburg, 2012. pp. 3–35.
17. I. Flige. Gulag kak sozdatel’ biografičeskogo istočnika. Biografii Gulaga: norma i marginal’nost’ // Pravo na imja: Biografika XX veka. Čtenija pamjati Veniamina Iofe: Izbrannoe. 2003–2012. – SPb., 2013. pp. 84–108.
18. I. Flige. Fakt i sobytie v biografijach Gulaga: interpretacii v istočnikach // Pravo na imja: Biografika XX veka. Čtenija pamjati Veniamina Iofe: Izbrannoe. 2003–2012. – SPb., 2013. pp. 423–435.
19. I. Flige. Pamjat’ o sovetskom gosudarstvennom terrore protiv poljakov v material’nom voploščenii na territorii Rossii // Migracionnye posledstvija Vtoroj mirovoj vojny: ėtničeskie deportacii v SSSR i stranach Vostočnoj Evropy: sbornik naučnych statej / Otv. red. N.N. Ablažej, A. Bljum. — Novosibirsk: Nauka, 2012. pp. 219-233.
20. I. Flige. Denkmale für die Opfer des Sowjetterrors. Eine Bestandsaufnahme // Berliner Debatte Initial 24 (2013) 1. pp. 80-87.
21. I. Flige. Vizual’nye obrazy GULAGa i terrora v muzejnych ėkspozicijach // Istorija stalinizma: Žizn’ v terrore. Social’nye aspekty repressij: materialy meždunarodnoj naučnoj konferencii. Sankt-Peterburg, 18-20 oktjabrja 2012 g. – M., 2013. pp. 94–101.
22. I. Flige. Sud’ba menšhevika // Vospominanija soloveckich uznikov. T.1. – Solovki, 2013. pp. 150–158.
23. I. Flige. Materializacija pamjati o deportacijach v muzejach Litvy. // Migracionnye posledstvija Vtoroj mirovoj vojny: ėtničeskie deportacii v SSSR i stranach Vostočnoj Evropy: sbornik naučnych statej Vyp.2 / Otv. red. N.N. Ablažej, A. Bljum. — Novosibirsk: Nauka. 2013. pp. 211-231.
24. I. Flige. Materialne formy upamiętniania na terytorium Rosji polskich ofiar terror państwowego // Wspomnienia Sibiraków: Zbiór tekstów źródłowych. Część 3. – Bystrzyca Kłodzka, 2013. pp. 441–456.
25. I. Flige. Denkmale für die Opfer des Sowjetterrors. Eine Bestandsaufnahme // Berliner Debatte – Initial. – 2013. № 24 (1).– pp. 80-87.
26. I. Flige, Aleksandr Daniėl’. Tačka, kirka, lopata: koncepcii muzejnoj podači prinuditel’nogo truda // Istorija stalinizma: Prinuditel’nyj trud v SSSR. Jekonomika, politika, pamjat’. Materialy meždunarodnoj naučnoj konferencii. Moskva, 28–29 oktjabrja 2011. – M., 2013. pp. 384–396.
27. I. Flige. La victim et le bourreau en quête d’un héros historique le paradigm muséal expositions sur la Terreur et le Goulag en Russie // Muséographie des violences en Europe Centrale et Ex-URSS. Ouvrage publié le concours de l’Université de Paris-Sorbonne, de la Fondation pour la Mémoire de la Shoah et du CNRS. – Paris, 2016. pp. 127-149.
28. I. Flige. «Ja absoljutno uverena, s gibridizaciej pamjati ničego ne polučitsja». Interv’ju s I.A.Flige // Istoričeskaja ėkspertiza. 2019. №4(21). pp. 97-103.
29. I. Flige. Evgenija Jaroslavskaja-Markon. V Istorija strany v sud’bach uznikov soloveckich lagerej. Sbornik naučnych statej i dokladov naučno-praktičeskoj konferencii. Vypusk 5 [pečatnoe izdanie]: Sost. A. Jakovleva. - Soloveckij muzej-zapovednik (Solovki), 2020. - 352 p: ill.
30. I. Flige. Ispolnenija kazni i zachoronenija tel rasstreljannych v SSSR[14].
31. I. Flige. Uzniki Soloveckich ostrovov. Čhast’ I: prinudtrud, teatr i samoobespečenie v sovetskom lagere[15].
32. I. Flige. Prisoners of the Solovetsky Islands. Part I: Forced Labour, Theatre and Self-Sufficiency in the Soviet Model Camp[16].
33. I. Flige. Solovetsi saarte vangid. I OSA: sunnitöö, teater ja isemajandamine Nõukogude näidislaagris[17].
34. I. Flige. Uzniki Soloveckich ostrovov. Čast’ II: «perekovka», rasstrely i uničtoženie[18].
35. I. Flige. Prisoners of the Solovetsky Islands. Part II: “Re-education”, Executions and End of the Camp[19].
36. I. Flige. Solovetsi saarte vangid. II OSA: “ümberkasvatamine”, hukkamised ja laagri having[20].
37. I. Flige (October 2021) Visualizations of Soviet Repression and the Gulag in Russian Museums: Common Exhibition Models, Problems of Post-Communism, DOI: 10.1080/10758216.2021.1987268.
38. I. Flige. Struggle over history as a paradigm of political process in Russia / Communist Heritage in Belarus and EU Cauntries: The Problem of Interpretation and the Relevance of Conservation. Collection of articles. 2021. P.84-89; Irina Flige. Bor’ba za istoriju kak paradigma političeskogo processa v Rossii / Kamunistychnaja spadchyna ў Belarusi i krainah ES: Prablematyka intjerprjetacyi i aktual’nasc’ zahavannja. Zbornik artykulaў. 2021. pp. 90-96.
39. I. Flige. The Necropolis of the Gulag as a historical-cultural object. An Overview and Explication of the Problem // Rethinking the Gulag. Identities, sources, legacies / Ed.by Alan Barenberg and Emily D. Johnson. – Indiana University Press, 2022. pp. 243-272.
40. I. Flige. o prawdziwa wojna. Rozmova z Iriną Flige // Nowa Europa Wschodnia. 2022. №1. L.148-153. (Interv’ju brala Anna Lazar).

### Postfazioni
1. I. Fligué, Postface // Evguénia Iaroslavskaïa-Markon. Révoltée: Récit / Trad. du russe par V. Kislov. - Paris: Seuil, 2017. – 175 pp.
2. I. Fligué. Posfácio // Evgénia Iaroslavskaia-Markon. Revoltada / Trad. do russo Nonna Pinto. – Lisboa: Guerra e Paz, 2017. – 147 pp.
3. I. Flige. Postfazione // Evgenja Jaroslavskaja-Markon. La Ribelle / Trad. di Silvia Sichel. – Milano: Ugo Guanda Editore, 2018. – 165 pp.

### Conferenze scientifiche
- Opyt istoriko-geografičeskogo kartirovanija lagernych ob''ektov // Konferencija «Karta Gulaga». Moskva, 1990.
- Monastyr’ – lager’: sravnitel’nyj istoriko-geografičeskij analiz // Naučno-praktičeskaja konferencija «Soloveckij lager’ osobogo naznačenija. 1923–1939». Leningrad, 10-12.12.1990.
- Gulag kak kolonizator Krajnego Severa // 29th National Convention of the AAASS –Seattle, Washington, USA. 20–23.11.1997.
- Fakt i sobytie v biografijach Gulaga: Interpretacii v istočnikach // Biografičeskie čtenija pamjati V.Iofe «Pravo na imja: biografii XX veka: Biografičeskij metod v social’nych i istoričeskih naukach». Sankt-Peterburg, 18–19 aprile 2003.
- Posle zakona o reabilitacii: transformacija obščestvennogo soznanija // Vtoroj meždunarodnyj simpozium pamjati V. Iofe «Mir posle Gulaga: Reabilitacija i kul’tura pamjati». Syktyvkar, 10–11 settembre 2003.
- Gulag kak sozdatel’ biografičeskogo istočnika. Biografii Gulaga: norma i marginal’nost’ // Vtorye biografičeskie čtenija pamjati V.Iofe «Pravo na imja: Biografija kak paradigma istoričeskogo processa». Sankt-Peterburg, 16–18 aprile 2004.
- «Smert’ žertvy» // Tret’i biografičeskie chtenija pamjati V. Iofe «Pravo na imja. Biografija vne šablona». Sankt-Peterburg, 22-24 aprile 2005.
- «Vešči Gulaga» // Meždunarodnyj seminar «Virtual’nyj muzej Gulaga»: ot idei k realizacii.». Sankt-Peterburg, 25-26 ottobre 2006.
- «Jazyk i obrazy pamjati v sovremennoj Rossii» // «Vzgljad posle Padenija: Muzei, Archivy i Kinematograf v vosstanovlenii obščestvennogo vosprijatija socialističeskogo prošlogo». Budapest, 9 giugno 2006.
- «Virtual’nyj Muzej Gulaga: prostranstvo i obrazy pamjati» // Conference on the History and Legacy of the Gulag. Harvard University. 1-5 novembre 2006.
- «Pamjat’ o 37 v 1956» // «56 god v SSSR». Moskva, 30 novembre – 2 dicembre 2006.
- «Prostranstvo Gulaga: opyt i pamjat’». // Kongress «Perežit’ lager’ kak gran’ čelovecheskich vozmožnostej – pamjati Varlama Šalamova (1907-1982)», 3 - 5 luglio 2007. Akademija nauk Berlina i Brandenburga.
- «Vizual’nye obrazy pamjati v Rossijskcih muzejach» in Annual Conference of the British Association for Slavonic and East European Studies (BASEES), aprile 2018.
- Russia Without historical memory: Pushkin House - the Russian Cultural Centre in London, aprel’ 2018.
- «Nekropol’ Gulaga na territorii Rossii: Obzor problem» // Mezhdunarodnaja konferencija «Nekropol’ kommunisticheskogo terrora: problemy poiska, issledovanija, memorializacii i pravovogo oformlenija mest massovogo pogrebenija zhertv gosudarstvennogo terrora v stranah Vostochnoj Evropy i byvshego SSSR». Tallinn, 5-8.11.2019[8].
- «Ėstetika pamjati suprotiv ėstetiki terrora». Doklad na konferencii JuAR. Avgust 2022.
- «Nekropol’ Gulaga kak kenotaf: Menja ne našli». International conference Necropolis of Communist Terror: Locating and researching burial sites, the language and form of memorials. 9.-10. February 2023, Tallinn. Organisers: The Estonian Institute of Historical Memory (Tallinn, Estonia) and Memorial Research and Information Centre/Joffe Foundation (St. Petersburg, Russia)
- «Istorija kak pole bitvy v putinskoj Rossii (History as a Battlefield in Putin’s Russia)». Publičnaja lekcija. Universitet Oklahoma. 12 aprile 2023.